# Reinkarnace
Reinkarnace (doslovný překlad znovuvtělování, převtělování; složeno z latinské předpony re – znovu, a lat. slovesa incarnare – vytvořit tělo – vtělit se) je filosofický a náboženský pojem, který označuje znovuzrození duše, vědomí či mysli člověka po fyzické smrti v novém lidském těle, respektive při početí nového lidského jedince. Reinkarnace je spjata se zákonem karmy, zákonem příčiny a následku.
V některých náboženských tradicích je popisována i možnost reinkarnace lidské duše do zvířat, nebo naopak, duší zvířecích do lidských těl, případně lidských duší do různých mytologických nadpozemských či pekelných sfér, opět podle zásluh či hříchů konkrétní bytosti.[zdroj⁠?!] Tyto verze však nejsou jednotné a všeobecně přijímané i v rámci jednotlivých náboženských tradic, patří spíše k lidové úrovni nauk a nezřídka jsou výsledkem smíšení různých filosofických a náboženských konceptů či snahy kněžstva zjednodušit filosofické koncepty pro běžné obyvatelstvo.[zdroj⁠?!]
Reinkarnace je centrálním principem indických náboženství, ale byla uznávána i historickými osobnostmi jako byl například Pythagoras, Platon a Sokrates. Je také běžnou vírou keltských druidů, členů theosofické společnosti, kmenů na Sibiři, v západní Africe, severní Americe či Austrálii.[zdroj⁠?!]

## Buddhismus
Buddhisté používají také výrazu znovuzrozování. Buddhismus učí o tom, že pramen mysli každé cítící bytosti se po smrti dostává do přechodného stavu bardo, z kterého se nejpozději do 49 dnů pramen mysli znovuzrodí v některých z nespočetných forem existence v 6 sférách cyklického světa. Dále učí o ne-já, neboli neexistenci ega, tj. o tom, že bytosti se ve svém životě mylně identifikují se svým fyzickým tělem nebo se svými myšlenkami a pocity, přičemž fyzická forma i mentální pochody jsou ze své podstaty pomíjivé. Podle učení buddhismu je pravou podstatou bytostí mysl (vědomí), která je nezničitelná a neohraničená jako prostor a všechny formy a jevy v ní vznikají a zase zanikají. Život každé bytosti je tak pouze částí nekonečného proudu její mysli. To, v jaké formě se mysl objeví a do jakých konkrétních podmínek se bytost narodí, je následkem převládajících tendencí a návyků uložených do mysli v předchozích životech, a je tedy určováno karmou (zákonem příčiny a následku) a zásluhou vytvořenou bytostmi. Buddhismus učí o nekončících cyklech znovuzrozování v 6 hlavních sférách zrození:
1. pekelná sféra
2. sféra hladových duchů
3. sféra zvířat
4. sféra lidských bytostí
5. sféra polobohů
6. sféra bohů

Sféry zrození nejsou fyzickými oblastmi, ale stavy mysli. Čím více zásluh (dobrých dojmů do mysli) se během nekonečného proudu znovuzrozování v mysli nashromáždí, tím se nová bytost zrodí v příhodnější sféře, v takové, ve které bude mít možnost rozpoznat dokonalou podstatu své mysli – dosáhnout osvícení. To, že se bytost vymaní z jinak nekončícího koloběhu iluzorních zrození v podmíněných stavech, je cílem učení buddhismu.

## Hinduismus
Podle moderního pohledu na datování Véd se v hinduismu rozvinulo učení o reinkarnaci teprve po konci védského období s objevem upanišadové literatury (od roku 700 př. n. l.) a klasickou podobu dostalo v Bhagavadgítě.
Podle hinduistického pohledu je každá osoba nesmrtelné „já“ (átman), které se po smrti těla převtělí do nově narozené bytosti. Do jaké podoby se člověk převtělí, závisí na jeho minulých činech (karma). Karma vychází z dharmy, etického světového řádu, ve kterém všechny činy podle zákona příčiny a následku určují budoucí opětovné zrození. To se může odehrát jak na tomto světě, a to v lidské nebo zvířecí podobě, tak v nebeských či pekelných světech. Pobyt v nich může trvat různě dlouhou dobu, ovšem v žádném případě není věčný (jelikož jsou tyto světy součástí hmotného vesmíru, zanikají společně s ním). Po nějaké době se jedinec znovu narodí na Zemi a cyklus pokračuje až do definitivního vysvobození (mókša). Tento karmický světový řád se chová jako přírodní zákon, kategorie jako trest nebo odměna zde neexistuje.
Zatímco některé hinduistické směry považují karmický zákon za neoblomný a pouze jedinec sám je podle nich odpovědný za své vysvobození, jiné důvěřují v božskou milost, která může karmické dědictví vymazat a člověka spasit. Tato božská pomoc je významným tématem hinduistických modliteb.
Cílem hinduistů je překonání tohoto věčného a utrpením naplněného koloběhu vznikání a zanikání. Tradice zná tři klasické cesty k vysvobození (mókša nebo mukti): Cesta vědění (Džňána márga), Cesta činu (Karma márga) a Cesta oddanosti Bhakti márga. Mnozí myslitelé (například Svámí Vivékánanda) k nim přiřazují ještě čtvrtou cestu, kterou je Rádža jóga, neboli „Královská jóga“, která je spojena s tělesným cvičením a meditací. V deváté kapitole Bhagavad gíty je rádža jóga ztotožněna s Bhakti jógou.

## Starověké Řecko a Řím
Známí řečtí filosofové zastávající reinkarnace byli Pythagoras (kolem roku 600 př. n. l.), Empedoklés a Platón (oba 5. století. př. n. l.). Učili, že nesmrtelná duše se musí převtělovat, buď kvůli vnitřní nutnosti nebo za účelem morální očisty, do nové formy zahrnující i zvířecí a rostlinný svět.[zdroj⁠?!] U Platóna hrálo roli pouze morální kritérium. Podle jeho názoru se bytost znovu zrodí pouze na základě svého minulého jednání.
Následné myšlenkové směry novoplatónismus a novopythagoreismus reinkarnační teorii zastávaly dál, ale jednotliví myslitelé se lišili v názoru, zda se převtělování do zvířat má chápat doslova (Plotinos) nebo jen metaforicky (Porphyrius). Platónovo morální hledisko nalezneme především u Plútarcha a Vergilia.

## Judaismus
Existují názory, že judaismu, stejně jako křesťanství a islámu, je koncept reinkarnace cizí, zejména kvůli přesvědčení o vzkříšení jediného těla, které je nedílnou součástí člověka, lidské identity. Nicméně koncept převtělování, gilgul (גִּלְגּוּל‎, otáčení) neboli metempsychóza čili stěhování duší, je prokazatelně součástí některých proudů židovské mystiky, neboli kabaly. Učení o gilgulu je zachyceno již v knize Bahir, např. v oddíle 195. V ní a další „rané kabalistické literatuře jsou hříchy, které smývá reinkarnace, omezeny na provinění proti zákonu o plození a sexuální přestupky.“ V pozdější kabalistické literatuře se však okruh provinění postupně rozšiřoval, takže gilgulu podle kabalistického učení v podstatě podléhají všechna stvoření za nejrůznější hříchy. Někteří mají za to, že koncept reinkarnace do kabaly přešel ve středověku vlivem katarského hnutí. Kabalista Warren Kenton však poukazuje na skutečnost, že víra v reinkarnaci byla součástí nejen „učení prvotní církve, dokud nebyla roku 553 pátým ekumenickým koncilem z různých politických důvodů prohlášena za kacířství“, nýbrž byla již předtím „součástí každé lidské kultury“ včetně té židovské. Podle Jom Tov Lipmanna Hellera bylo striktně zakázáno nauku o gilgulu učit veřejně v rámci židovství do doby, než „starověcí řečtí filosofové záležitosti gilgulu odhalili prostřednictví svých přírodovědných spekulací.“

## Křesťanství
Křesťanství je, spolu s židovstvím a islámem, jedním ze světových náboženství, kterému je koncept reinkarnace cizí[zdroj?], neboť předkládá víru o člověku jako o psychosomatické osobní jednotě, kdy člověk po ukončení běhu svého jediného života čeká na vzkříšení těla, které je v naprostém protikladu s opakovaným převtělováním. Víra v reinkarnaci se však v době vzniku křesťanství vyskytovala u některých heterodoxních proudů, např. u některých gnostických škol. Církev se však již od počátku proti metempsychóze vymezovala, což lze shledat např. u sv. Ireneje z Lyonu, Tertulliana či Origena, který koncept metempsychózy rovněž napadal (Contra Celsum).[zdroj?]
Navzdory tomu však mnoho křesťanů v reinkarnaci věří. Například v USA jich je přibližně 25%.

## Drúzové
V islámu nalezneme víru v reinkarnaci pouze u menšinové sekty drúzů, podle nichž se člověk může narodit opět jen jako člověk, nikoli tedy ve zvířecí podobě, přičemž ke znovuzrození má dojít bezprostředně po smrti.

## Teosofie
V teosofii zavedla učení o převtělování poprvé Helena Petrovna Blavatská, která tento koncept východních náboženství zkombinovala s konceptem evoluce. Duše se v jednotlivých životech zdokonaluje a stoupá stále k vyšším stavům bytí, přičemž zde na rozdíl od hinduismu a buddhismu nejsou možné žádné návraty na nižší stupně existence. Cílem je v tomto učení dosažení dokonalosti jedince.
Tento pohled byl s menšími úpravami převzat většinou nových esoterických směrů, jako je například antroposofie nebo hnutí New Age.

## Výzkum reinkarnace
Nejpodrobnější soubory osobních zpráv svědčících ve prospěch reinkarnace publikoval profesor Ian Stevenson ve svých knihách. Nejznámějších z nich je Twenty Cases Suggestive of Reincarnation. Stevenson byl kritizován, že svůj výzkum, který v základu spočíval v získávání informací od dětí (podobné vzpomínky se obvykle ztrácejí před dovršením 10 let) a v následném ověřování získaných informací a hodnocení dat (velká část dětí, které vyslechl, například tvrdila, že jejich předchozí život byl ukončen násilně), prováděl především v zemích, kde je obecně rozšířená víra v reinkarnaci (Indie, Myanmar apod.) a tyto domnělé vzpomínky jsou tedy důsledkem psychologických jevů, jako je například konfabulace či kryptoamnézie. Též se poukazuje na riziko podvodů a snahy o získání peněz od bohatší rodiny, která je označena za „předchozí“ rodinu daného dítěte. Alternativně je tuto vyšší koncentraci případů reinkarnace v určitých zemích možné vysvětlit tak, že rodiče nevěřící na reinkarnaci (monoteisté a ateisté, kteří převažují v západním světě) nebudou brát vážně, pokud jim bude dítě povídat o svých "předchozích" zážitcích, pokud nebudou provázeny nějakým extrémním jevem (obvykle častými nočními můrami), byť se situace podle Jima B. Tuckera v posledních letech změnila a západní rodiče už jej sami kontaktují. Stevenson proto vydal i knihu European Cases of the reincarnation type, která se zabývá případy pouze z Evropy. Též se při výzkumu zabýval potenciální souvislostí mateřských znamének a vrozených vad se zraněními utrpěnými v předchozím životě (ne nutně těch zranění, které jej ukončily) nebo možnostem přenosu znalosti jazyků používaných v předchozím životě (xenoglossy) .
Mezi známé případy patří například James Leininger, který byl v údajně minulém životě druhoválečným pilotem jménem James Hudson jr, či Ryan, který byl údajně provozovatelem talentové agentury a nepříliš úspěšným hercem jménem Marty Martyn. V obou případech byla potvrzena většina detailů, které sdělili. Kritici však poukazují na riziko podvodu či na to, že vyšetřování těchto případů prováděli lidé, kteří se zabývají výzkumem reinkarnace (což pro mnohé stačí k zavržení na základě údajné nedůvěryhodnosti), navíc je nutné vzít v úvahu i to, že tito výzkumníci pravděpodobně více či méně chtějí, aby byla reinkarnace potvrzena, protože by to znamenalo, že doopravdy existuje posmrtný život (alespoň pro některé), a stejný problém se vyskytuje i u výzkumu prožitků blízké smrti. Nicméně oba tyto případy se staly v křesťanských rodinách (křesťané většinou reinkarnaci odmítají) a řešit se začaly především díky opakujícím se nočním můrám (James v nich patrně prožíval svou „předchozí smrt“, neboť Hudson byl sestřelen a jeho letoun shořel). Stevenson a Tucker zdokumentovali několik tisíc případů, Tucker posléze vytvořil hodnotící stupnici zvanou „Strength of case scale“, která slouží k měření přesnosti daného případu domnělé reinkarnace na základě různých parametrů, například potvrzených informací o předchozím životě.
Po smrti Iana Stevensona v roce 2007 pokračuje v jeho výzkumu Jim B. Tucker, který je ředitelem Division of Perceptual Studies na University of Virginia. Toto oddělení založil Ian Stevenson a zabývá se mimo jiné výzkumem a ověřováním případů domnělé reinkarnace, prožitků blízké smrti (NDE), „psi“ jevů a změněných stavů vědomí .
Výzkumem minulých životů se zabývá také Carol Bowman, která se jim začala věnovat poté, co její syn začal vykazovat spontánní vzpomínky zasazené do Americké Občanské války, přičemž je spustil zvuk ohňostroje, který mu přinesl trauma. Jako první se také začala zabývat případem Jamese Leiningera, když ji kontaktovali jeho rodiče.
Výzkumníci minulých životů, včetně Iana Stevensona, obvykle nevyužívají hypnotickou regresi, která je podle nich příliš náchylná k sugesci a představivosti (přestože uznávají, že některé případy jsou ověřitelné) .

## Reinkarnační regrese
Reinkarnační regrese je podtyp regrestivní terapie, která je prováděna pod předpokladem, že si jedinec může z předchozích životů přinést traumata, a která obvykle souvisí s jeho předchozí smrtí, ale na rozdíl od spontánních vzpomínek si je již nepamatuje. Tato metoda není v medicíně většinou uznávána a i Ian Stevenson ji kritizoval jako nepříliš přesnou, a dokonce potenciálně nebezpečnou. Také většinou není možné získané informace potvrdit, neboť jsou mnohem častěji zasazovány do daleké minulosti (u spontánních vzpomínek je prodleva mezi smrtí a narozením v průměru 4 roky, medián je 16 měsíců). Navíc hypnóza je poměrně nespolehlivý nástroj, především pokud je terapeut nezkušený. Jsou například známy případy, kdy se při pokusu o regresi dočasně změnila pacientova povaha (jako by ho ovládlo jeho předchozí já).
Mezi známé provozovatele regresní terapie patří:
Carol Bowman, která se zabývá jak regresí, tak spontánními vzpomínkami.
Michael Newton, zakladatel Newtonova institutu pro hypnoterapii života mezi životy, který mimo jiné školí další hypnoterapeuty podle Newtonových metod. Jeho verze je neobvyklá především absencí karmy, kterou nahrazuje dobrovolná volba inkarnací na základě předchozích zkušeností a činů, což má vést k duševnímu rozvoji. Kromě minulých životů jeho pacienti popisovali (velmi konzistentně) i posmrtný život, byť ho označovali spíš jako „domov“.
Helen Wambach, která prováděla výzkum spočívající v ověřování přesnosti detailních informací, které jí její subjekty sdělovaly, a jejich porovnávání s historickými statistikami (například rozložení pohlaví, společenské postavení apod.). Tyto informace se obvykle týkaly bezprostředních zážitků a vnímaného okolí (například nošeného oblečení, obydlí, platidel či používaných příborů – které se lišily podle kultur a časového období), spíše než jmen a názvů míst. Podle jejích zjištění byly informace prakticky vždy přesné a na úrovni znalců historie daného období (nad rámec běžných populárně naučných knih či televizních pořadů). Stejně tak se shodovalo i statistické rozložení pohlaví, společenské třídy a dalších statistik.
Brian L. Weiss, který je známý svou knihou Mnoho Životů, Mnoho Mistrů, v níž pojednává o terapii ženy jménem Catherine. Údajně ho přesvědčila o tom, že její vzpomínky jsou skutečné, když mu v hypnóze správně sdělila několik soukromých detailů z jeho vlastního života, například že jeho dcera je pojmenovaná po jeho otci, nebo že jeho syn zemřel na vrozenou srdeční vadu.

## Otherkin
Reinkarnace se objevuje i u subkultury otherkinů, která věří tomu, že pokud se člověk může převtělovat do jiných forem, tak by to měli dokázat i jiní tvorové, včetně těch, kteří původně neměli hmotné tělo (astrální bytosti).